# Sleepy Hollow (série de televisão)
Sleepy Hollow é uma série de televisão estadunidense que estreou em 16 de setembro de 2013 e transmitido pela Fox. Baseado na história de The Legend of Sleepy Hollow por Washington Irving. 
No Brasil, a série foi transmitida pelo Fox Channel na TV por assinatura e pela Rede Bandeirantes na TV aberta. Em Portugal, é transmitida pelo Star Channel.

## Sinopse
Em 1781, Ichabod Crane, soldado e espião do exercito colonial na Guerra da Independência dos Estados Unidos, em uma missão para o general George Washington mata o cavaleiro, cortando-lhe a cabeça, ao mesmo tempo o cavaleiro o mata. Mais de 230 anos depois, nos dias de hoje, Ichabod se levanta do seu túmulo na cidade de Sleepy Hollow, depois do Cavaleiro Sem Cabeça (Que é depois revelado como a Morte, um dos quatro Cavaleiros do Apocalipse) que tinha sido chamado de volta de seu túmulo por um desconhecido. A ressurreição dele causa a ressurreição de Crane, devido à mistura dos sangues logo depois da decapitação do cavaleiro no campo de batalha.
Tenente Abbie Mills começa a investigar o cavaleiro sem cabeça após a decapitação do Sheriff Corbin, seu mentor e parceiro. A investigação Mills revela a presença de dois grupos ocultos (um do bem, e outro do mal) em Sleepy Hollow, ambos estão relacionados com os quatro cavaleiros do apocalipse. As mortes e os estranhos acontecimentos na cidade, acabam por cruzar os caminhos de Crane e Mills, que vão unir forças para detê-los.

## Elenco

### Principal
| Ator/Atriz     | Personagem            | Temporada | Temporada | Temporada |
| Ator/Atriz     | Personagem            | 1         | 2         | 3         |
| -------------- | --------------------- | --------- | --------- | --------- |
| Tom Mison      | Ichabod Crane         | Regular   | Regular   | Regular   |
| Nicole Beharie | Abigail "Abbie" Mills | Regular   | Regular   | Regular   |
| Orlando Jones  | Captain Frank Irving  | Regular   | Regular   |           |
| Katia Winter   | Katrina Crane         | Regular   | Regular   |           |

## Temporada
| Temporada | Temporada | Episódios | Exibição original                                                      | Exibição original                                                | Lançamento em DVD | Lançamento em DVD | Lançamento em DVD |
| Temporada | Temporada | Episódios | Estreia da temporada                                                   | Final da temporada                                               | Região 1          | Região 2          | Região 4          |
| --------- | --------- | --------- | ---------------------------------------------------------------------- | ---------------------------------------------------------------- | ----------------- | ----------------- | ----------------- |
|           | 1         | 13        | 16 de setembro de 2013 4 de fevereiro de 2014 6 de julho de 2015       | 20 de janeiro de 2014 22 de abril de 2014 7 de setembro de 2015  | —                 | —                 | —                 |
|           | 2         | 18        | 22 de setembro de 2014 9 de Fevereiro de 2015 14 de setembro de 2015   | 23 de fevereiro de 2015 8 de junho de 2015 7 de dezembro de 2015 | —                 | —                 | —                 |
|           | 3         | 18        | 01 de outubro de 2015 - 23 de dezembro de 2016 - 04 de janeiro de 2015 | - 8 de abril de 2016 - 30 de dezembro de 2016 -                  | —                 | —                 | —                 |

## Episódios

### 1ª temporada (2013-2014)
| No. na série | No. | Título                                               | Diretor(es)       | Escritor(es)                                             | Exibição Estados Unidos — Brasil               | Audiência (em milhões) |
| --- | --- | ---------------------------------------------------- | ----------------- | -------------------------------------------------------- | ---------------------------------------------- | ---------------------- |
| 1 | 1   | "Pilot Piloto"                                       | Len Wiseman       | Roberto Orci, Alex Kurtzman, Phillip Iscove, Len Wiseman | 16 de Setembro de 2013 4 de Fevereiro de 2014  | 10.10                  |
| Um thriller sobrenatural moderna baseada na lenda de Sleepy Hollow. Segue-se Ichabod Crane como ele uma parceira, que é uma Tenente de Sleepy Hollow se unem para resolver os mistérios de uma cidade devastada pela batalha entre o bem eo mal. |     |                                                      |                   |                                                          |                                                |                        |
| 2 | 2   | "Blood Moon Lua de Sangue"                           | Ken Olin          | Roberto Orci, Alex Kurtzman & Mark Goffman               | 23 de Setembro de 2013 11 de Fevereiro de 2014 | 8.59                   |
| Ichabod e Abbie caçam uma bruxa ressuscitada que está deixando um rastro de cadáveres carbonizados em seu rastro. |     |                                                      |                   |                                                          |                                                |                        |
| 3 | 3   | "For the Triumph of Evil Pelo Triunfo do Mal"        | John F. Showalter | Phillip Iscove ¨& Jose Molina                            | 30 de Setembro de 2013 18 de Fevereiro de 2014 | 7.97                   |
| No entanto, outro soldado no exército do mal, o Sandman, escoa os sonhos dos moradores de Sleepy Hollow. Infiltrando nas suas mentes durante a noite, ele tortura-os à beira, tudo porque eles, ao mesmo tempo, feziram vista grossa à justiça. Quando o Sandman aparentemente lança seu olhar sobre Abbie, ela é forçada a começar a enfrentar seu passado e sua irmã institucionalizada, Jenny. Com Ichabod ao lado dela, e sua vida em jogo, a dupla deve tentar derrotar o Sandman e continuar sua luta contra o mal. |     |                                                      |                   |                                                          |                                                |                        |
| 4 | 4   | "The Lesser Key of Solomon A Chave Menor de Salomão" | Paul Edwards      | Damian Kindler                                           | 7 de Outubro de 2013 25 de Fevereiro de 2014   | 7.96                   |
| Salto alto por membros de uma conspiração antiga, Ichabod e Abbie equipa com a irmã distante de Abbie na busca de um artefato antigo. |     |                                                      |                   |                                                          |                                                |                        |
| 5 | 5   | "John Doe O Menino Perdido"                          | Ernest Dickerson  | Damian Kindler                                           | 14 de Outubro de 2013 4 de Março de 2014       | 7.59                   |
| The lines between the living and the dead are blurred. |     |                                                      |                   |                                                          |                                                |                        |
| 6 | 6   | "The Sin Eater O Devorador de Pecados"               | Ken Olin          | Aaron Rahsaan Thomas, Alex Kurtzman & Mark Goffman       | 4 de Novembro de 2013 11 de Março de 2014      | 7.08                   |
| Crane é seqüestrado pelos Freemasons, e depois de confirmar a sua identidade, eles pedem-lhe para tomar veneno que vai matar tanto a ele, bem como o Cavaleiro (desde o seu sangue está ligado ocultamente). Mills rastreia um Devorador de Pecados chamado Henry, para que Crane possa ser santificado, e, juntos, eles se preparam para o retorno do Cavaleiro naquela noite ao cair da noite. |     |                                                      |                   |                                                          |                                                |                        |
| 7 | 7   | "The Midnight Ride Cavalgada à Meia-Noite"           | Ken Olin          | Doug Aarniokoski                                         | 11 de Novembro de 2013 18 de Março de 2014     | 7.03                   |
| Abbie e Ichabod deve encontrar pistas escondidas para frustrar o mal em Sleepy Hollow e Abbie recebe uma visita inesperada do enigmático Andy Brooks. |     |                                                      |                   |                                                          |                                                |                        |
| 8 | 8   | "Necromancer Necromante"                             | Paul Edwards      | Mark Goffman & Phillip Iscove                            | 18 de Novembro de 2013 25 de Março de 2014     | 7.09                   |
| Ichabod, Abbie, Capitão Irving Mills e Jenny unem forças e enfrentam o Cavaleiro Sem Cabeça. Enquanto olham para este inimigo, Ichabod está surpreso com a informação de mudança de jogo sobre o verdadeiro motivo do Cavaleiro. |     |                                                      |                   |                                                          |                                                |                        |
| 9 | 9   | "Sanctuary Santuário"                                | Liz Friedlander   | Damian Kindler & Chitra Elizabeth Sampath                | 25 de Novembro de 2013 1 de Abril de 2014      | 6.56                   |
| Quando Ichabod e Abbie investigam um caso de uma pessoa desaparecida, a busca leva a uma casa da era colonial que detém segredos do passado de Ichabod ... e desencadeia um mal que há muito foi adormecido. |     |                                                      |                   |                                                          |                                                |                        |
| 10 | 10  | "The Golem O Golem"                                  | J. Miller Tobin   | Alex Kurtzman, Mark Goffman & Jose Molina                | 9 de Dezembro de 2013 8 de Abril de 2014       | 6.65                   |
| Ichabod recruta Henry Parrish para ajudá-lo a se comunicar com o Katrina, mas no processo, um perigo ameaçador é desencadeado a partir do purgatório. |     |                                                      |                   |                                                          |                                                |                        |
| 11 | 11  | "The Vessel O Hospedeiro"                            | Romeo Tirone      | Mark Goffman, David McMillan & Melissa Blake             | 13 de Janeiro de 2014 15 de Abril de 2014      | 6.46                   |
| A filha de Irving se torna o foco das forças do mal que o leva a pleitear com Crane e Det. Mills pede ajuda a Bíblia de Washington. |     |                                                      |                   |                                                          |                                                |                        |
| 12 | 12  | "The Indispensable Man O Homem Indispensável"        | Adam Kane         | Sam Chalsen, Damian Kindler & Heather V. Regnier         | 20 de Janeiro de 2014 22 de Abril de 2014      | 6.82                   |
| Ichabod e Abby descobrem a chocante verdade por trás da morte de George Washington, enquanto Irving faz uma decisão precipitada para o bem da sua família que afeta seu futuro. |     |                                                      |                   |                                                          |                                                |                        |
| 13 | 13  | "Bad Blood Rancor"                                   | Ken Olin          | Alex Kurtzman & Mark Goffman                             | 20 de Janeiro de 2014 22 de Abril de 2014      | 7.05                   |
| A batalha entre o bem eo mal vem a uma cabeça explosiva. |     |                                                      |                   |                                                          |                                                |                        |

### 2ª temporada (2014-2015)
| No. na série | No. | Título                                                    | Diretor(es)      | Escritor(es)                 | Exibição Estados Unidos — Brasil               | Audiência (em milhões) |
| --- | --- | --------------------------------------------------------- | ---------------- | ---------------------------- | ---------------------------------------------- | ---------------------- |
| 14 | 1   | "This Is War Agora É Guerra"                              | Ken Olin         | Mark Goffman                 | 22 de Setembro de 2014 9 de Fevereiro de 2015  | 5.51                   |
| Pegando imediatamente após os acontecimentos fascinantes do final da primeira temporada, Ichabod encontra-se enterrado vivo em um caixão. Abbie está presa no purgatório. A esposa de Ichabod, Katrina, foi raptada pelo Cavaleiro Sem Cabeça. Capt. Frank Irving está atrás das grades por um assassinato que não cometeu e a irmã de Abbie, Jenny, está entre os destroços de um acidente de carro horrível. Estes eventos foram devido, em grande parte, à revelação chocante que Henry Parish, o amigo de confiança de Ichabod e Abbie, é realmente filho de Ichabod e Katrina que é Segundo Cavaleiro do Apocalipse. Agora, com o surgimento de Henry como o Cavaleiro da Guerra, ao lado do Cavaleiro Sem Cabeça. |     |                                                           |                  |                              |                                                |                        |
| 15 | 2   | "The Kindred O Kindred"                                   | Paul Edwards     | Mark Goffman e Albert Kim    | 29 de Setembro de 2014 16 de Fevereiro de 2015 | 5.04                   |
| Ichabod e Abbie inventam um ousado plano para tentar resgatar Katrina do Cavaleiro Sem Cabeça ressuscitando um monstro criado por Benjamin Franklin. Enquanto isso, Frank enfrenta novos problemas depois de revelar os verdadeiros detalhes de seu encontro com um demônio, e Jenny encontra-se em um desacordo com a nova xerife da cidade. |     |                                                           |                  |                              |                                                |                        |
| 16 | 3   | "Root of All Evil A Raiz de Todo Mal"                     | Jeffrey Hunt     | Melissa Blake e Donald Todd  | 6 de Outubro de 2014 23 de Fevereiro de 2015   | 4.46                   |
| Depois de um assalto a banco a cidade se torna violenta, Abbie e Ichabod embarcam em uma caçada por uma moeda de prata misteriosa que tem mais poder do que os olhos. Enquanto isso, o capitão Frank é colocado em uma posição onde ele deve escolher entre sua família e um bem maior, e vínculo fraternal da Mills é posta à maior teste. |     |                                                           |                  |                              |                                                |                        |
| 17 | 4   | "Go Where I Send Thee... Vá Para Onde Vos Mandarei..."    | Doug Aarniokoski | Damian Kindler               | 13 de Outubro de 2014 30 de Fevereiro de 2015  | 4.76                   |
| A Pesquisa de Abbie e Ichabod de uma criança desaparecida em Sleepy Hollow, e descobrem uma criatura semelhante ao Pied Piper, cujo legado com a família da criança remonta a uma maldição de séculos de idade. |     |                                                           |                  |                              |                                                |                        |
| 18 | 5   | "The Weeping Lady A Dama Chorosa"                         | Larry Teng       | M. Raven Metzner             | 20 de Outubro de 2014 6 de Março de 2015       | 5.02                   |
| Uma mulher do passado de Ichabod volta para Sleepy Hollow. Enquanto isso, Katrina e Ichabod aprendem coisas inquietantes sobre passados uns dos outros, e Abbie tem alguns encontros de paquera inesperados. |     |                                                           |                  |                              |                                                |                        |
| 19 | 6   | "And the Abyss Gazes Back E O Abismo Olha Dentro de Você" | Doug Aarniokoski | Heather V. Regnier           | 27 de Outubro de 2014 13 de Março de 2015      | 4.62                   |
| O filho do Xerife Corbin retorna da guerra, mas seu estranho comportamento leva Abbie e Ichabod a questionar suas intenções. |     |                                                           |                  |                              |                                                |                        |
| 20 | 7   | "Deliverance Libertação"                                  | Nick Copus       | Sam Chalsen & Nelson Greaves | 3 de Novembro de 2014 20 de Março de 2015      | 4.52                   |
| Abbie e Ichabod sabem que Katrina está em perigo iminente e correm contra o tempo para ajudá-la. |     |                                                           |                  |                              |                                                |                        |
| 21 | 8   | "Heartless Sem Coração"                                   | David Boyd       | Albert Kim                   | 10 de Novembro de 2014 27 de Março de 2015     | 4.65                   |
| Ichabod e Abbie se estabelecem para derrubar um súcubo quem Henry enviou para drenar as forças de vida de suas vítimas. |     |                                                           |                  |                              |                                                |                        |
| 22 | 9   | "Mama Mamãe"                                              | Wendey Stanzler  | Damian Kindler               | 17 de Novembro de 2014 3 de Abril de 2015      | 4.68                   |
| Uma série de mortes misteriosas em Tarrytown Psych leva Abbie e Ichabod a descobrir que um espírito especialmente surpreendente está envolvido. |     |                                                           |                  |                              |                                                |                        |

| 23 | 10 | Magnum Opus       |  |
| --- | -- | ----------------- |  |
| Ichabod e Abbie se esforçam para decodificar pistas na tentativa de encontrar a espada de Matusalém, mas o Cavaleiro sem Cabeça tenta impedi-los.         |    |                   |  |
| 24 | 11 | The akeda         |  |
| Ichabod descobre uma verdade chocante sobre a espada de Matusalém enquanto ele e Abbie se dirigem a Fredericks Manor.                                     |    |                   |  |
| 25 | 12 | Paradise Lost     |  |
| Após um encontro dramático Abbie e Ichabod conhecem um anjo que talvez possa ajuda-los.                                                                   |    |                   |  |
| 26 | 13 | Pittura Infamante |  |
| Ichabod e Katrina se lembram de uma velha amiga quando um restaurador de arte morre em um avento cívico.                                                  |    |                   |  |
| 27 | 14 | Kali Yuga         |  |
| Ichabod, Abbie e Jenny ajudam Nick Hawley a lutar contra sua cuidadora da infância, que se transformou em um monstro.                                     |    |                   |  |
| 28 | 15 | Apellcaster       |  |
| Um feiticeiro responsável pelos julgamentos das bruxas de Salem é libertado do purgatório e vai ao mundo moderno em busca de um livro das trevas.         |    |                   |  |
| 29 | 16 | What lies Beneath |  |
| Ao investigar os assassinatos de três homens, Ichabod e Abbie encontram criaturas que protegem uma cripta sob as ordens de Thomas Jefferson.              |    |                   |  |
| 30 | 17 | Awakering         |  |
| Henry usa uma replica do sino da liberdade para invocar uma seita de bruxas adormecidas e leva Abbie à Sleepy Hollow de 1781 depois de perseguir Katrina. |    |                   |  |
| 31 | 18 | Tempus Fugit      |  |
| Em 1781, Abbie tenta convencer Ichabod de que é sua amiga e Katrina recruta o Cavaleiro Sem Cabeça para executar sua vingança.                            |    |                   |  |

## Recepção da crítica
Em sua 1.ª temporada Sleepy Hollow teve recepção geralmente favorável por parte da crítica especializada. Com base de 29 avaliações profissionais, alcançou uma pontuação de 64% no Metacritic.